# Andreea Ulmeanu
Andreea Ulmeanu (* 15. Mai 1984 in Timișoara) ist eine ehemalige rumänische Kunstturnerin.
Sie begann im Alter von vier Jahren mit dem Turnen und war beim CSȘ nr. 1 Timișoara und beim SC Bacău aktiv. Im Alter von 13 Jahren wurde Ulmeanu in den Nationalkader berufen. Sowohl bei den Turn-Weltmeisterschaften 1999 als auch bei den Olympischen Spielen 2000 in Sydney war sie Ersatzturnerin, kam aber nicht zum Einsatz.
Ihr größter Erfolg gelang ihr bei den Turn-Weltmeisterschaften 2001. Im belgischen Gent gewann Ulmeanu mit der rumänischen Turnriege mit Andreea Răducan, Loredana Boboc, Sabina Cojocar, Carmen Ionescu und Silvia Stroescu vor Russland und den USA den Weltmeistertitel. Außerdem erreichte Ulmeanu das Finale im Sprung und wurde Fünfte.
Nach ihrer Leistungssportkarriere  wurde Ulmeanu Fitnesstrainerin. Später prangerte sie die Methoden des rumänischen Turntrainings wie Misshandlungen an.